# Hehlen
Hehlen is een gemeente in de Duitse deelstaat Nedersaksen. De gemeente maakt deel uit van de Samtgemeinde Bodenwerder-Polle in het Landkreis Holzminden. Hehlen telt 1.869 inwoners.

## Indeling van de gemeente
- Hehlen, incl. het ten zuidwesten daarvan gelegen gehucht Ovelgönne
- Hohe
- Brökeln (beide ten zuiden van Hehlen en ten oosten van Ottenstein)
- Daspe, ten noorden van Hehlen, aan de overkant van de Wezer, op de grens met de gemeente Emmerthal

## Ligging, verkeer
Hehlen ligt ongeveer 3  km ten westen van de stad Bodenwerder, aan de Bundesstraße 83 richting Hamelen. Langs Hehlen loopt een spoorlijn, die alleen gebruikt wordt voor goederenvervoer. Zie onder Bodenwerder. Het voormalige spoorwegstation van Hehlen was in 2019 als restaurant in gebruik. Er loopt een brug over de Wezer, die Hehlen met het ertegenover gelegen  dorpje Daspe verbindt.
De tamelijk frequent rijdende lijnbus van Hamelen naar Bodenwerder v.v. heeft enkele haltes in Hehlen.

## Geschiedenis, economie

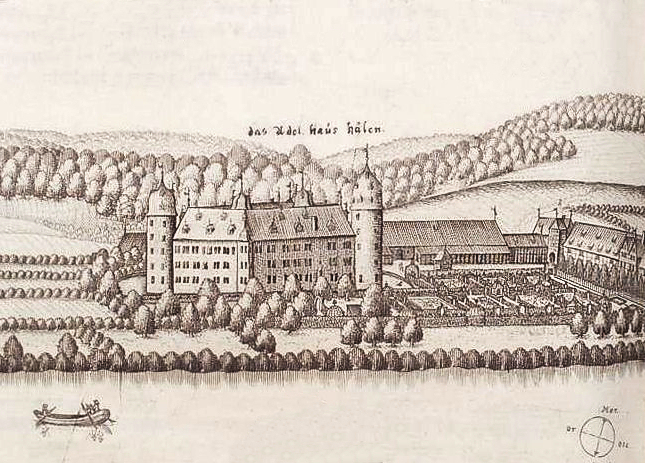
Kasteel Hehlen (Merian-ets, 1640)

Hehlen bestaat reeds sedert de 9e eeuw. In het oudste document wordt de plaats Heli, helling, genoemd.  Het ontwikkelde zich rondom de oude kerk en het in 1584 gebouwde kasteel. Het kasteel, waar de eerste kasteelvrouwe,  Ilse von Saldern, in 1596 ook de eerste industrie (een papiermolen) stichtte, was in de 17e eeuw eigendom van de nazaten van de krijgsheer Fritz von der Schulenburg.
Het dorp ligt ten dele in een door industrie en door kalk-, zand- en grindwinning gekenmerkte zone langs de Wezer, die zich tot aan de westrand van Bodenwerder uitstrekt. De volgende in het dorp gevestigde ondernemingen zijn van bovenregionaal belang:
- de kalkgroeve aan de westgrens van Hehlen
- de sedert 1909 gevestigde rundslederbewerkingsindustrie Haller
- een fabriek van en handel in professionele schoonmaakmiddelen
- een gedeelte van het terrein  van de grote zand- en grindwinning te Bodenwerder (en van het daar ontstane meer) ligt aan de oostrand van Hehlen
- een in 2006 opgericht logistiek bedrijf, dat postpakketjes inpakt en verzendt; in het gebouw hiervan zetelde van 1947 tot 2006 een fabriek van elektromotoren
- een biomassa tot gas verwerkende installatie, die het gas in een kleine elektriciteitscentrale verstookt, welke laatste het dorp en ook de andere industriële bedrijven van stroom voorziet
- een aannemersbedrijf voor utiliteitsbouw

## Bezienswaardigheden
- Het uit 1699 daterende, evangelisch-lutherse, Emmanuëlkerkje in Hehlen, met fraai barok interieur
- Direct ten oosten van Hehlen staat een groot kasteel, Wasserschloss Hehlen. Het direct aan de Wezer en aan de spoorlijn gelegen kasteel, gebouwd in de stijl der Wezerrenaissance, wordt omgeven door fraaie tuinen. Incidenteel zijn deze tuinen voor bezichtiging opengesteld. Het kasteel, dat eigendom is van de nazaten van een vermogende koffiehandelaar uit Hamburg, kan niet van binnen bezichtigd worden. Wel was er t/m 2019 in het kasteel een klein café-restaurant gevestigd.

## Afbeeldingen

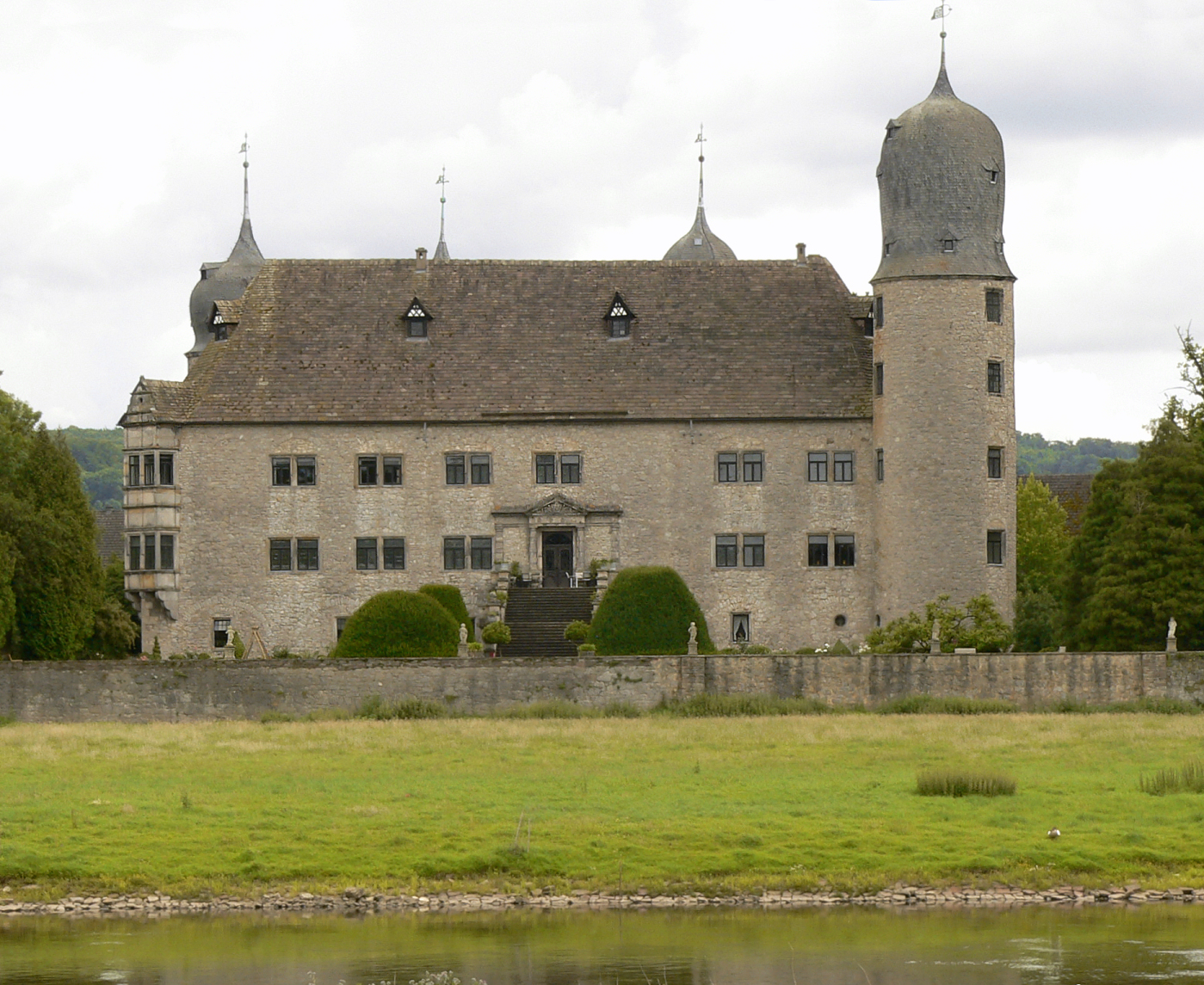
Kasteel Hehlen, gezien vanaf de Wezer
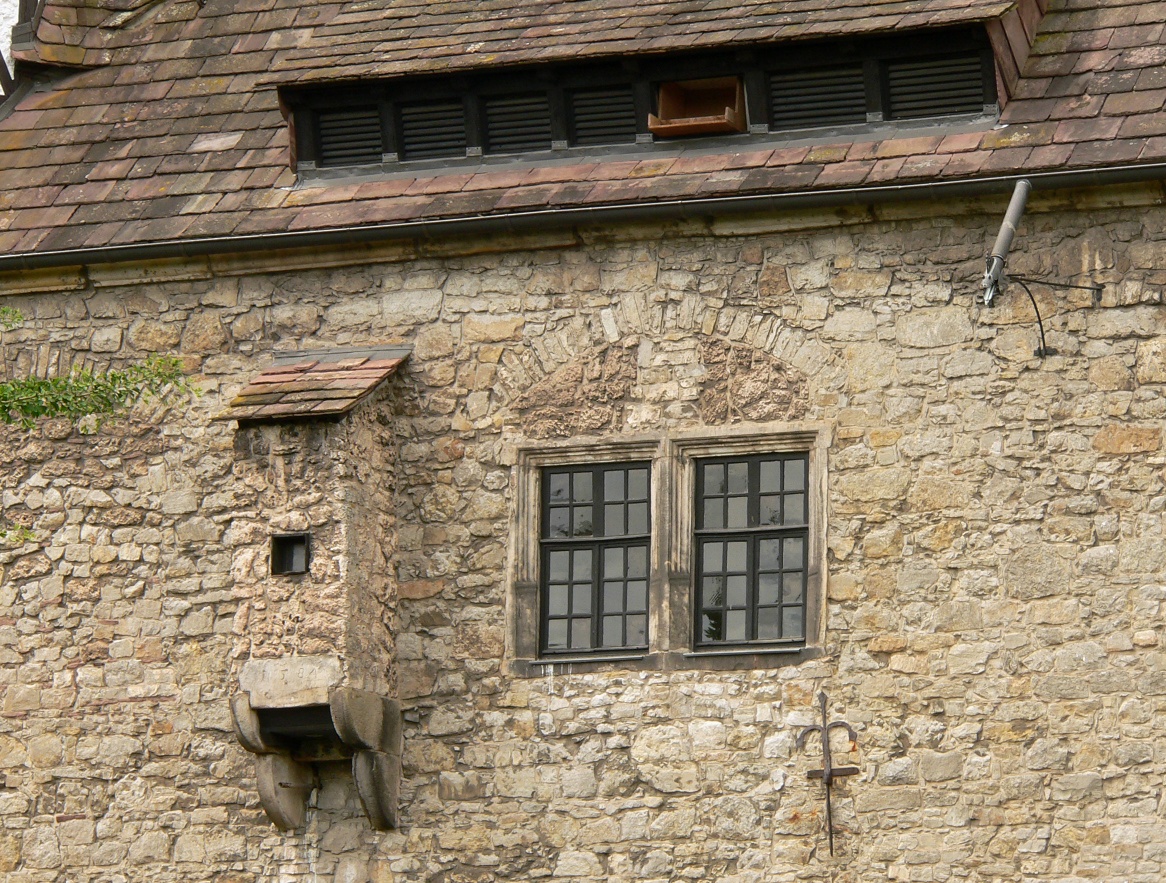
Detail gevel kasteel met oude WC-erker

- Gemeinsame Normdatei: 4527347-9
- MusicBrainz: 19e2e4bd-ff65-49f1-9503-801bb14b4299
- Virtual International Authority File: 237445937

Arholzen · 
Bevern · 
Bodenwerder · 
Boffzen · 
Brevörde · 
Deensen · 
Delligsen · 
Derental · 
Dielmissen · 
Eimen · 
Eschershausen · 
Fürstenberg · 
Golmbach · 
Halle · 
Hehlen · 
Heinade · 
Heinsen · 
Heyen · 
Holenberg · 
Holzen · 
Holzminden · 
Kirchbrak · 
Lauenförde · 
Lenne · 
Lüerdissen · 
Negenborn · 
Ottenstein · 
Pegestorf · 
Polle · 
Stadtoldendorf · 
Vahlbruch · 
Wangelnstedt